# Cursat
Cursat oder Kürschat (arabisch قلعة الذو, DMG Qalaat al-Zau, auch Qalaat Qoseir, al-Qusair, Qusayir, le Coursaut oder Castrum Patriarchae) ist eine Kreuzfahrerburg in Kozkalesi in der heutigen Türkei in der Provinz Hatay. Die Burg gehörte damals zum Fürstentum Antiochia und liegt etwa 10 km südlich von Antiochien.

## Geschichte
Die Burg wird erstmals 1133 in den Chroniken erwähnt, als König Fulko von Jerusalem, der damals die Regentschaft im Fürstentum Antiochia ergriffen hatte, die Burg eroberte. Später, um 1155, gelangte die Burg in den Besitz des Lateinischen Patriarchen von Antiochien, Aimerich von Limoges, der die Burg als sichere Schatzkammer nutzte und sich auch selbst bei Bedarf hier in Sicherheit brachte. So 1183, als der Patriarch den Fürsten von Antiochien Bohemund III. exkommuniziert hatte und daraufhin in Cursat einer Belagerung durch Bohemund standhielt, bis König Balduin IV. von Jerusalem schlichtend eingriff. Die Burg wurde seit 1155 entsprechend auch Castrum Patriarchae (lat. „Burg des Patriarchen“) genannt.
1188 verhinderte Aimerich den Angriff der Truppen des Ayyubiden-Sultans Saladin auf Cursat, indem er diesem einen Geldbetrag aus seiner Schatzkammer zahlte. Als die Region von Antiochien wiederholt das Ziel türkischer Einfälle wurde, wurden die Befestigungsanlagen der Burg 1256 massiv ausgebaut. Zuvor hatte Papst Innozenz IV. angeordnet, dass das gesamte kirchensteuerliche Aufkommen von Antiochien und Zypern drei Jahre lang für die Instandsetzung und den Ausbau von Cursat zu verwenden sei. Die so verstärkte Burg hielt daraufhin einer ersten Belagerung durch die Truppen des Mameluken-Sultans Baibars 1267/68 stand, die daraufhin allerdings nach Antiochien weiterzogen, die Stadt belagerten, eroberten und weitgehend zerstörten. Nach dem Fall Antiochiens war Cursat von muslimisch kontrolliertem Territorium umschlossen. Kastellan der Burg im Namen des Patriarchen war ein Ritter namens Wilhelm (Guillaume), der sich um freundlichen Kontakt zu den benachbarten muslimischen Emiren bemühte (und sie womöglich über die Pläne der Christen unterrichtete), insbesondere bei den Emiren von Soghr und Baghras, die bei Baibars ein gutes Wort für ihn einlegten. So verzichtete der Sultan darauf die Burg anzugreifen, unter der Bedingung, dass Wilhelm seine Einkünfte mit seinen muslimischen Nachbarn teilte. Nachdem er diese Schonung erwirkt hatte, wurde Wilhelm Mönch und überließ seinem Vater Bastard die Aufsicht über die Burg. Dieser war weniger geschickt als sein Sohn und zerstritt sich mit den Emiren von Soghr und Baghras. Am 13. April 1275 geriet er in einen mamlukischen Hinterhalt, wurde gefangen genommen und in Damaskus eingekerkert. Die Burg wurde daraufhin belagert, aus Mangel an Vorräten ergab sich die Garnison schließlich am 14. November 1275 gegen freien Abzug.

## Anlage
Wie viele Kreuzfahrerburgen in der Region war auch Cursat auf einer natürlichen Anhöhe angelegt worden. Von steilen Abhängen umgeben grenzte die Burg nur auf der Südwestseite an einen Hügel an. Auf dieser Seite war die Burg, in für Kreuzfahrerburgen typischer Weise, durch einen tiefen künstlichen Graben geschützt und besonders stark befestigt. Die bis heute erhaltene Ringmauer und der rechteckige Turm stammen aus dem 12. Jahrhundert, die beiden großen runden Türme wurden 1256 ergänzt.